# Чернушенко, Алексей Арефьевич
Алексей Арефьевич Чернушенко (1897 год, село Султан, Ставропольская губерния, Российская империя — 1950 год, СССР) — советский организатор сельского хозяйства, Герой Социалистического Труда (1948).

## Биография
Родился в 1897 году в селе Султан, Ставропольская губерния. С раннего возраста батрачил. С 1918 года по 1920 год служил в Красной Армии. В конце 20-х годов XX столетия переехал в Казахстан. В 1930 году вступил в колхоз имени Сталина Гвардейского района Талды-Курганской области Казахской ССР. В этом колхозе проработал в течение трёх лет, после чего до 1939 год работал финансовым инспектором. В 1940 году был выбран председателем районного исполкома Дзержинского районного совета. На этой должности находился до 1944 года. В 1946 году был назначен был заведующим Гвардейского отдела сельского хозяйства.
Будучи заведующим отделом сельского хозяйства, занимался организационной работой по проведению агротехники в колхозах Гвардейского района. Благодаря его деятельности колхозы Гвардейского района в 1947 году перевыполнили план по урожаю на 36,5 %. За эту организационную деятельность Алексей Чернушенко был удостоен в 1948 году звания Героя Социалистического Труда.
Неоднократно избирался депутатом Талды-Курганского районного совета.
Скончался в 1950 году.

## Награды
- Герой Социалистического Труда — Указом Президиума Верховного Совета от 28 марта 1948 года.
- Орден Ленина (1948);
- Орден «Знак Почёта»;
- Медаль «За доблестный труд в Великой Отечественной войне 1941—1945 гг.»;

## Источник
- Герои Социалистического труда по полеводству Казахской ССР. Алма-Ата. 1950. 412 стр.